# ريس جيل
ريس جيل (بالإنجليزية: Rhys Gill)‏ هو لاعب اتحاد الرغبي بريطاني، ولد في 30 أكتوبر 1986 في Rhondda ‏ في المملكة المتحدة.